# Kemal
Kemal ist ein türkischer und bosnischer männlicher Vorname arabischer Herkunft (كمال, DMG Kamāl) mit der Bedeutung „Vollkommenheit“.

## Varianten
- Kemalettin
- Kemaleddin
- Kemalullah
- Kamal (arabisch)

## Namensträger

### Vorname
- Cemal Kemal Altun (1960–1983), politischer Flüchtling und türkischer Asylbewerber in Deutschland
- Kemal Aslan (* 1981), türkischer Fußballspieler
- Kemal Atatürk (1881–1938), erster Präsident der Republik Türkei
- Kemal Bozay (* 1969), deutscher Politik- und Sozialwissenschaftler
- Kemal Burkay (* 1937), kurdischer Schriftsteller und Politiker
- Kemal Gekić (* 1962), serbischer Pianist
- Kemal Güven (1921–2013), türkischer Jurist und Politiker
- Kemal Ishmael (* 1991), US-amerikanischer American-Football-Spieler
- Kemal Karpat (1925–2019), türkischer Historiker
- Kemal Amin Kasem (Casey Kasem; 1932–2014), US-amerikanischer Hörfunkmoderator und Sprecher libanesisch-drusischer Herkunft
- Kemal Kılıç (* 1956), türkischer Fußballspieler und -trainer
- Kemal Kılıçdaroğlu (* 1948), türkischer Politiker
- Kemal Kurt (1947–2002), deutsch-türkischer Schriftsteller, Übersetzer und Photograph
- Kemal Malovčić (* 1946), bosnischer Turbo-Folk-Sänger
- Kemal Monteno (1948–2015), bosnischer Schlagersänger
- Kemal Özdeş (* 1970), türkischer Fußballspieler und -trainer
- Kemal Mert Özyiğit (* 1994), türkischer Fußballspieler
- Kemal Rüzgar (* 1995), türkisch-deutscher Fußballspieler
- Kemal Serdar (* 1962), türkischer Fußballspieler und -trainer
- Kemal Sunal (1944–2000), türkischer Schauspieler
- Kemal Tokak (* 1989), türkischer Fußballspieler
- Kemal Unakıtan (1946–2016), türkischer Ökonom, Politiker und Finanzminister
- Kemal Yalçın (* 1952), deutsch-türkischer Schriftsteller
- Kemal Yıldırım (* 1958), türkischer Fußballspieler und -trainer
- Kemal Yıldırım (* 1984), türkischer Fußballspieler

### Nachname
- Maris Kemal (* 1950), mordwinisch-ersjanische Journalistin, Lyrikerin und Aktivistin
- Said Ali Kemal (1938–2020), komorischer Politiker
- Salim Kemal (1948–1999), britischer Philosoph
- Yusuf Kemal Bey (1878–1969), türkischer Jurist, Politiker und Beamter

### Osmanische Zeit
- Ali Kemal (1867–1922), osmanischer Journalist und Politiker
- Mehmed Kemâl (1884–1919), osmanischer Beamter, Beteiligter am Armeniervölkermord
- Namık Kemal (1840–1888), osmanischer Autor

### Künstlername
- Orhan Kemal (1914–1970), türkischer Schriftsteller
- Yaşar Kemal (1923–2015), kurdisch-türkischer Schriftsteller